# فرقة مسرح الخليج العربي
فرقة مسرح الخليج العربي هي فرقة مسرحية كويتية تأسست في 13 مايو 1963م، وهو الوحيد الذي لم يعتمد في تأسيسه على جهود أفراد تمرسوا بالعمل المسرحي بقدر ما اعتمد على حماسة مجموعة من الشباب الهواة الذي جمع بينهم حب المسرع والفن.
استطاع مسرح الخليج العربي أن يضيف إلى رصيد كتاب المسرح كاتبين مرموقين الآن وهم صقر الرشود وعبد العزيز السريع كما استطاع أن يضم إلى أعضائه بعض آنسات الكويت من الكويتيات والمقيمات العربيات أيضاً.
حتى لم تعد ظاهرة اشتغال المرأة الكويتية بالفن وخاصة المسرح لافتة للنظر.

## تأسيس المسرح الخليج العربي
تم تأسيس المسرح الخليج العربي في 13 مايو 1936م على أيد مجموعة من الهواة ومحبي الفن، وتأسيس فرقة مسرح الخليج العربي يأتي مع استئناف المسرح الشعبي لنشاطه مرة أخرى بعد أن تجاوز أزمته، ويأتي بعد أن قدم المسرح العربي خمسة عروض ناجحة حشد لها زكي طليمات كل قدراته الفنية.

## أعمال مسرح الخليج العربي
قدم مسرح الخليج العربي منذ تأسيسه 41 مسرحية.

### المسرحيات
| 1. بسافر وبس فكرة ثلاثي المسرح، اعداد وحوار واخراج صقر الرشود قدمت في 15/7/1963 لمدة يومين فقط. 2. الخطأ والفضيحة مسرحية قصيرة ألفها مكي القلاف وأخرجها صقر الرشود وعرضت في 1/9/1963 لمدة 3 أيام. 3. الاسرة الضائعة فكرة عبد العزيز السريع وشارك بالتمثيل عدت الحوار لجنة الصقافة واخرجها صقر الرشود وقعد عرضت في 25/12/1963 لمدة 9 ليال. 4. أنا والأيام تأليف وأخراج صقر الرشود وقد عرضت في 12/5/1964 ولمدة 11 ليلة. 5. الجوع تأليف عبد العزيز السريع وأخراج صقر الرشود وقد عرضت بتاريخ 2/11/1964 ولمدة 8 ليال. 6. المخلب الكبير تأليف وأخراج صقر الرشود عرضت 6 ليال ابتداء من 25/3/1965م. 7. الطين تأليف وأخراج صقر الرشود وهي ذات فصلين وعرضت 4 ليال ابتداء من 31/3/1965م. 8. صفقة مع الشيطان مسرحية جيروم كلابكا جيروم أعدها وأخرجها إسلام فارس وقد عرضت 10 ليال ابتداء من 10/5/1965م. 9. عنده شهادة تأليف عبد العزيز السريع وقت فازت بالجائزة الأولى في المسابقة التي اقامتها وزارة الشئون الاجتماعية لتشجيع التأليف المسرحي، أخراج صقر الرشود وعرضت في 18/12/1965م ولدة 10 ليال. 10. الحاجز مسركية كتبها صقر الرشود وعرضت 11 ليلة ابتداء من 6/4/1966م. 11. الله يا الدنيا ألفها ثلاثي الخليج وأخرجها عبد العزيز الفهد وعرضت 10 ليال ابتداء من 10/2/1967. 12. لا طبنا ولا غدا الشر اقتبسها وفاء الصدر واعدها للمسرح باللهجة الكويتية اللجنة الفنية لمسرح الخليج العربي وأخرجها عبد الأمير مطر وعرضت 10 ليال ابتداء من 15/2/1968م. 13. المرة لعبة البيت هي عبارة عن بيت الدمية لهنريك إبسن هنريك إبسن حولها إلى اللهجة الكويتية صقر الرشود عرضت في 25/6/1968م ولمدة 8 ليال. 14. لمن القرار الأخير كتبها عبد العزيز السريع وأخرجها صقر الرشود الذي شارك في التمثيل أيضاً وظهرت في 4/12/1968م ولمدة 6 ليال. 15. ثم غاب القمر مسرحية جون شتاينبك جون ستاينبيك أعدها حسين مؤنس وأخرجها كمال حسين وهذه المرة الثانية التي يستعان فيها بمخرج ليس من الفرقة، عرضت بيوم 31/6/1969م لمدة 8 ليال. | 16. نعجة في المحكمة فصل هزلي من إعداد سليمان الخليفي وهي تجربته الأولى مع المسرح، إخراج صالح حمدان وقد عرضت 6 ليال ابتداء من 3/11/1969 وفيها دور نسائي قامت به مريم الصالح. 17. بخور أم جاسم تأليف محمد السريع الممثل بالفرقة، وأخرجها صقر الرشود وقد مثلت 6 ليال من تاريخ 3/11/1969م. 18. مهفه والاكنديشن ذات فصل واحد، قدمت مع بخور أم جاسم. 19. فلوس ونفوس تأليف عبد العزيز السريع وأخراج صالح حمدان الممثل بالفرقة. عرضت من 10/6/1970م ولمدة 8 ليال. 20. رجال وبنات عن مسرحية (الغربان) لهنري بيك إعداد واخراج صقر الرشود وقام بتحويلها إلى اللهجة الكويتية، مثلت 10 ليال ابتداء من 1/2/1971م 21. الحجلة مسرحية قصيرة ألفها لويجي بيرانديلو وأعدها صقر الرشود وأخرجها صالح حمدان وقد عرضت 5 ليال من تاريخ 2/3/1971م. 22. القاضي الخايف مسرحية قصيرة ألفها جوردون دافيوث وأعدها صقر الرشود واخرجها منصور المنصور الممقل بالفرقة وقد جمعت مع الحجلة بعرض واحد. 23. الأصدقاء مسرحية قصيرة كتبها هربرت فرجيون أعدها وأخرجها عبد العزيز السريع وقدمت مع الحجلة والقاضي الخايف. 24. 1 2 3 4 بم تأليف عبد العزيز السريع وصقر الرشود وأخرجها صقر الرشود عرضت 16 ليلة ابتداء من 27/1/1972م وهي أطول مدة نالتها مسرحية من أداء هذه الفرقة. 25. الدرجة الرابعة تأليف عبد العزيز السريع واخراج صقر الرشود وهي إعادة صياغة لمسرحية لمن القرار الأخير وقد عرضت في دمشق وبغداد والقاهرة ثم عرضت بعد ذلك في الكويت لمدة 3 ليال فقط ابتداء من 25/7/1972م وذلك بسبب سفر الممصلة الأولى إلى أمريكا. 26. ضاع الديك كتبها عبد العزيز السريع وأخرجها صقر الرشود ومثلت على مسرح كيفان ابتداء من 7/11/1972م إلى 23/11/1972م. ثم عرضت في البحرين لمدة اسبوع واعيد عرضها في الكويت بعد ذلك فدام عرضها 23 يوماً. وهذا رقم قياسي جديد للفرقة. 27. شياطين ليلة الجمعة ألفها بالاشتراك عبد العزيز السريع وصقر الرشود وأخرجها صقر الرشود عرضا على مسرح المعاهد الخاصة لمدة شهر ابتداء من 5/12/1973م. 28. بحمدون المحطة ألفها بالاشتراك عبد العزيز السريع وصقر الرشود وأخرجها صقر الرشود وعرضت لمدة قياسية 45 يوماً على مسرح المعاهد الخاصة ابتداء من 18/2/1974م. | 29. يا غافلين تأليف محمد السريع واخراج منصور المنصور وهي محاولته الثالثة في الإخراج المسرحي وعرضت 10 أيام ابتداء من 28/7/1974م. 30. حفلة على الخازوق ألف هذه المسرحية محفوظ عبد الرحمن وأخرجها صقر الرشود وعرضت بمسرح كيفان من 11/12/1975م إلى 1/1/1976 بالإضافة إلى عرضين بالأحمدي فتم عرضها 26 ليلة وفيها لفت عبد الله الحبيل الأنظار. وفي هذه المسرحية اقتحم مسرح الخليج الموضوع السياسي. 31. الواوي هذا العرض المسرحي حمل إسماً واحداً مكون من 3 مسرحيات قصيرة، كتبها مهدي الصايغ ونواف أبو الهيجاء ومحمد السريع، وأخرجها صقر الرشود. 32. متاعب صيف كتبها سليمان الخليفي عرضت ابتداء من 24/11/1976م. 33. عريس لبنت السلطان تنتمي إلى ملى مؤلف حفلة على الخازوق محفوظ عبد الرحمن أخرجها صقر الرشود وعرضت 17 يوماً ابتداء من 21/3/1978م. 34. شاليه السعادة ترجمة وإعداد أحمد رضوان ومحمد السريع واخرجها عبد العزيز المنصور العرفج وهي محاولته الأولى في الإخراج، المسرحية من فصل واحد عرضت 10 أيام ابتداء من 21/8/1979 وفيها شارك ماجد سلطان بالتمثيل. 35. تب أم عصفور ترجمة وإعداد أحمد رضوان ومحمد السريع واخرجها مبارك سويد وهي محاولته الأولى في الإخراج بعد تمثيل أدوار محدودة والقيام بالإدارة المسرحية، عرضت مع شاليه السعادة 36. للصبر حدود من تأليف خالد عبد اللطيف رمضان وكانت بعنوان (رحلة عمل) عرضت 16 يوم ابتداء من 10/7/1980م وفيها ظهر حسين المنصور لأول مرة. 37. تنزيلات تأليف مهدي الصايغ عرضت 11 يوماً ابتداء من 21/1/1981م. 38. عزل السوق ألفها خالد عبد اللطيف رمضان واخرجها منصور المنصور، عرضت 25 يوم ابتداء من 24/9/1981م. 39. الحلاق من تأليف ألفريد فرج (حلاق بغداد) وقد اختيرت له من قبل (على جناح التبريزي) التي لم تحتسب من عرض فرقة الخليج مع أنه قام بالجهد الأكبر فيها، عرضت 18 يوم ابتداء من 16/3/1983م. 40. يا معيريس الفها محمد الرشود شقيق صقر الرشود عرضت 21 يوماً ابتداء من 11/10/1982م. 41. وخر لا يعاديك تأليف عقيل سوار من البحرين وإخراج سليمان ياسين عرضت في يونيو ويوليو 1984م. |

## اقرأ أيضاً
- المسرح في الكويت
- فرقة المسرح العربي
- فرقة المسرح الشعبي
- فرقة المسرح الكويتي